# Carmen Fraile López
Carmen Fraile López (Palència, Castella i Lleó, 6 de juliol de 1956) és una exjugadora de basquetbol espanyola.
Començà a jugar al Filipenses de Palència, primer equip femení de la ciutat, i amb setze anys debutà a la Primera Divisió Femenina amb el RC Celta de Vigo. La temporada 1975-76 fitxà pel Club Esportiu Mataró i posteriorment jugà al Picadero Jockey Club, amb el qual guanyà dues Lligues espanyoles (1979-80, 1980-81) i una Copa de la Reina (1980). També jugà al Club Bàsquet CIBES (1982-83), Club Bàsquet Betània-Patmos (1983-84) i Club Bàsquet Tortosa (1984-86). Amb el club tortosí assolí l'ascens a la Primera Divisió a la primera temporada i a la següent es proclamà campiona de la Copa de la Reina (1986) i de Lliga catalana (1985-86). Al final de la temporada 1985-86, es retirà esportivament i exercí com a preparadora física i entrenadora ajudant del club tortosí. Internacional amb la selecció espanyola absoluta en quaranta-dues ocasions entre 1974 i 1983, participà als Campionats d'Europa de 1974 i 1980.
Llicenciada en Educació Física per l'Institut Nacional d'Educació Física de Catalunya, ha estat professora de la facultat de Ciències de l’Esport de Lleó.

## Palmarès
Com a jugadora
- 2 Lligues espanyoles de bàsquet femenina (1978-80, 1980-81)
- 2 Copes espanyoles de basquet femenina (1980, 1986)
- 1 Lliga catalana de bàsquet femenina (1985-86)

Com a entrenadora
- 1 Lliga espanyola de bàsquet femenina (1986-87)
- 1 Copa espanyola de basquet femenina (1987)